# Janusz Błaszczyk (biolog)
Janusz Wiesław Błaszczyk (ur. 22 grudnia 1950 we Włocławku) – polski profesor neurobiologii i biomechaniki, pracownik naukowy i nauczyciel akademicki.

## Życiorys
W 1968 rozpoczął studia na Wydziale Elektroniki Politechniki Warszawskiej, w 1974 uzyskując tytuł magistra inżyniera elektroniki ze specjalizacją aparatura i miernictwo elektroniczne. W 1974 podjął pracę zawodową w Zakładach Urządzeń Dźwigowych jako konstruktor dźwigów osobowych. W styczniu 1978 rozpoczął pracę naukową w Instytucie Biocybernetyki i Inżynierii Biomedycznej Polskiej Akademii Nauk. W latach 1979–1983 odbył studia doktoranckie w Instytucie Biologii Doświadczalnej im. M. Nenckiego PAN (IBD). W 1984 uzyskał tam stopień doktora nauk biologicznych na podstawie dysertacji zatytułowanej „Mechanizmy regulacji prędkości lokomocji czworonożnej”. Od tamtego czasu, z kilkoma przerwami, do 2018, związany zawodowo z IBD. W latach 1985–1988, jako stypendysta Fundacji Fogerty'ego odbył staż w Narodowych Instytutach Zdrowia w Bethesda w Stanach Zjednoczonych, najpierw (1985–1987) w Laboratorium Kontroli Motorycznej Narodowego Instytutu Zaburzeń Neurologicznych i Komunikacyjnych oraz Udaru Mózgu, a następnie (1987–1989) w Laboratorium Systemów Neuronowych. W latach 1989–1990 kierował Laboratorium Zachowań Motorycznych na Uniwersytecie Wisconsin-Madison.
W 1990 wrócił do pracy w IBD, gdzie w 1995 uzyskał stopień doktora habilitowanego neurobiologii na podstawie rozprawy „Stabilność posturalna w procesie starzenia”. Od października 1996 do 2004 był kierownikiem zespołu „Bezwarunkowe odruchy obronne”. W 2005 otrzymał tytuł profesora nauk o kulturze fizycznej.
Pracował także w Instytucie Psychiatrii i Neurologii w Warszawie (1991–1992), Akademii Wychowania Fizycznego im. Jerzego Kukuczki w Katowicach (2000–2023), w tym jako prorektor ds. naukowych, Akademii Wychowania Fizycznego Józefa Piłsudskiego w Warszawie (2011–2024), Uniwersytecie Muzycznym Fryderyka Chopina w Warszawie (2021–2022).
Członek: Narodowego Centrum Badań i Rozwoju (2018–2022) oraz Komitetu ds. Stypendiów Naukowych Ministerstwa Nauki i Szkolnictwa Wyższego (2021–2023).

## Zainteresowania naukowe
Jego zainteresowania naukowe obejmują takie zagadnienia jak: badanie mechanizmów lokomocji zwierząt; badanie podłoża neuronalnego lokomocji zwierząt; podłoże neurofizjologiczne procesów uczenia się i pamięci; diagnostyka zaburzeń stabilności postawy w procesie starzenia i w przebiegu chorób neurodegeneracyjnych.

## Publikacje książkowe
- Staroobrzędowe krzyże i ikony metalowe. Wydawnictwo Bell Studio Warszawa. 2014.
- Mózg: starzenie się i neurodegeneracja. PZWL/PWN Warszawa. 2019.
- Cursed Icons: Sacred Art of Russian Old Believers. Leliva Press. Moldova. 2023.
- Biomechanika kliniczna PZWL Warszawa. 2004 wyd. I, 2024 wyd. II uzupełnione.